# Izdaja prahom
Izdaja prahom, također poznata pod imenom Urota baruta (engl. Powder Treason ili Gunpowder Plot) bila je neuspjela zavjera grupe engleskih katoličkih ekstremista koji su 1605. godine planirali ubiti tadašnjeg kralja Jakova I., njegovu obitelj, te većinu protestantske aristokracije u bombaškom napadu na zgradu parlamenta.

## Povijest urote
Cilj zavjernika bio je i oteti kraljevsku djecu, koja nisu bila prisutna na sjednici parlamenta i započeti pobunu.
Sudionici zavjere bili su Robert Catesby, Guy Fawkes, Thomas Winter, Robert Winter, Christopher Wright, Thomas Percy, John Wright, Ambrose Rokewood, Robert Keyes, Sir Everard Digby, Francis Tresham i Catesbyev sluga.
Guy Fawkes, katolički ekstremist, stručnjak za eksplozive i neuspješni samoubojica pripremio je 800 kg baruta koje je stavio ispod "Doma lordova". Sudionici zavjere namjeravali su oteti i princezu Elizabetu.
Namjeravao je raznijeti sebe samoga, skupa s parlamentom, ali je prije samoubilačkog napada poslao pismo Lordu Monteagleu, katoličkom parlamentarcu, te mu javio da namjerava izvesti bombaški napad, s ciljem da on ne bude među ubijenima. Na svu sreću pokušaj toga fanatičnog Engleza nije uspio, uhvaćen je dok je palio fitilj eksplozivne naprave.
Izvedenog pred kraljevsko vijeće, upitao ga je jedan od škotskih plemića "Što ste namjeravali učiniti s toliko praha? (baruta)?" On je na to odgovorio: "Raznijeti vas škotske prosjake nazad u vaše rodne planine." Riječ je o očitoj aluziji na činjenicu da je Jakov I. bio Škot, te da je postavši kralj Engleske sa sobom doveo brojne škotske aristokrate koji nisu mogli sakriti ambiciju za materijalnim bogaćenjem na račun dobrih odnosa s novopečenim vladarom Engleske.
Kralj je u strahu za svoj život naredio da ga se ispita i primjeni tortura ako bude potrebno s cilje saznavanja imena ostalih koji su sudjelovali u zavjeri.
Najteži dio zavjere bio je pripremiti pobunu koja bi zahvatila cijelu zemlju i dovela do uspostave katoličke monarhije. Stanoviti izgledi za uspjeh su postojali, jer je u Engleskoj protestantizam bio nametan "odozgo", s kraljevskog dvora čiji su se visokopozicionirani dužnosnici silno obogatili preuzimanjem imanja Katoličke Crkve (stoga i danas mnogi plemićki dvorci po Engleskoj nose naziv "abbey" - opatija). Zbog iznosa novca i oružja Francis Tresham je postao sumnjiv vlastima, te je vjerojatno on otkrio zavjeru pišući svome zetu Lordu Monteaglu anonimno pismo: "Savjetujem vam da izmislite neku ispriku kako ne biste bili prisutni na sjednici parlamenta, jer će primiti težak udarac, a ipak neće vidjeti tko ih je udario".
Guy Fawkes trebao je izvesti ovaj napad, dok je ostatak tima trebao čekati vijest i početi s pobunom, odmah nakon napada. Ipak Lord Monteagle otkrio je vlastima da se sprema napad, ali je grupa katoličkih ekstremista ipak odlučila ići dalje s napadom.
Robert Keyes, jedan od sudionika urote odrastao je kao protestant, ali su ga isusovci "preobratili". Željan bogatstva [nedostaje izvor] i u namjeri da obnovi katoličku državu u Engleskoj, kao i ostatak sudionika urote ispovjedili su se prije toga isusovcu Henryju Garnetu, šefu tada 40 - člane isusovačke misije u Engleskoj.
Taj svećenik je bio isusovac - što je samo po sebi bilo dovoljno da ga engleski protestanti smaknu; britanska provincija Družbe Isusove je na taj način stekla 10 mučenika proglašenih svecima, i 18 proglašenih blaženima. Činjenica da je za urotu saznao iz ispovijedi nije protestantske suce osobito impresionirala - osudili su na Henryja Garneta na vješanje, kao i svi ostali. Henry Garnet zbog toga uživa među katolicima status mučenika za zaštitu ispovjedne tajne (koju on nije odao; začudo uopće nema povijesnog zapisa da bi bilo koji katolički svećenik ikada u povijesti odao ispovjednu tajnu). Oswald Tesimond, njemu podređeni redovnik, uspio je pobjeći na vrijeme i izbjeći suđenje i vrlo vjerojatno smrtnu kaznu.

## Prijašnje zavjere
Jakov I. nije imao sreće s katoličkim svećenstvom. Samo dvije godine ranije (1603.) pokušala su ga oteti dva svećenika. William Watson i William Clark pokušali su naime skupa s engleskim političarem i katoličkim ekstremistom George Brookeom oteti engleskog kralja u tzv. "Vidimo se zavjeri" (engl. "Bye plot"). Sva trojica smaknuti su zbog sudjelovanja u toj zavjeri, a Jakov I. naredio je nakon toga svom katoličkom svećenstvu da napusti Englesku. 
Do tada, katolički svećenici više puta su pokušali ubiti engleskog vladara. John Ballard (Jezuita), smaknut je zbog pokušaja ubojstva engleske kraljice Elizabete I. u Babingtonskoj zavjeri. Robert Southwell, jedan drugi Jezuita, također je obješen zbog navodnog sudjelovanja u toj zavjeri. Zbog veleizdaje smaknut je i isusovac Edmund Campion.
Ridolfijeva zavjera također je bio pokušaj da se uz blagoslov John Lesleya škotskog biskupa svrgne Elizabeta I.

## Vanjska poveznice
- Barutna zavjera  Arhivirana inačica izvorne stranice od 19. veljače 2021. (Wayback Machine)